# Лазорак Богдан Орестович
Богдан Орестович Лазорак (нар. 7 січня 1985, Дрогобич, УРСР) — український історик, науковець, музейник. Кандидат історичних наук (2012), доцент (2014). Директор Державного історико-культурного заповідника «Нагуєвичі» (від 6 червня 2017).

## Життєпис
Богдан Лазорак народився 7 січня 1985 року у місті Дрогобичі, нині Дрогобицької громади Дрогобицького району Львівської области України.
Закінчив історичний факультет (2006, з відзнакою) та аспірантуру (2011) Дрогобицького державного педагогічного університету імені Івана Франка. Працював фасувальником приватної фірми «Доброта» (2003), вихователем вищої категорії дитячого літнього табору «Зміна» у с. Кирилівці Запорізької області (2003), вихователем дитячого літнього табору «Дружба» (2005, м. Долина), старшим лаборантом (2006—2009), провідним спеціалістом (2009—2011) науково-дослідної лабораторії археології та краєзнавства при катедрі давньої історії України та спеціальних історичних дисциплін; викладачем (2011—2014), доцентом (2014—2016) катедри всесвітньої історії; від 2016 — на катедрі давньої історії України та спеціальних історичних дисциплін: доцент (від 2017) Дрогобицького державного педагогічного університету імені Івана Франка.
Від 6 червня 2017 — директор «Адміністрація державного історико-культурного заповідника «Нагуєвичі». Перебуваючи на цій посаді:
- організовано самодостатній всеукраїнський культурно-мистецький фестиваль «Етно-фест в садибі Франка»,
- організував видання «Садиба Франка: науковий збірник заповідника «Нагуєвичі» (2020)[3].

### Наукова діяльність
22 лютого 2012 року захистив кандидатську дисертацію на тему «Церковні братства Львівсько-Кам'янецької єпархії (XVIII ст.)» за спеціальністю — 07.00.01 — історія України — у спеціалізованій вченій раді Луцького національного університету імені Лесі Українки.
Член вченої ради Львівського національного літературно-меморіального музею Івана Франка

## Доробок
Автор понад 300 наукових праць, 8-ми колективних монографій.
Серед них:
- Лазорак Б. Нафтовидобувний промисел Східниці у ХІХ — на початку ХХ ст. (2013)[6],
- Лазорак Б., Хомич Л., Тимошенко Л. Чава І. Відомий і невідомий Бруно Шульц (соціокультурний портрет Дрогобича) (2016)[7],
- Lazorak B. Disciplina Alma Mater (1902–1910): o nauce Brunona Schulza w drohobyckim C.K. Gimnazjum im. Franciszka Józefa I (2016)[8],
- Skwarek, B.,Lazorak B., Lazorak T. Jan Niewiadomski (1840 — 1914) — jego rola w życiu Drohobycza (2020)[9].

Навчально-методичні посібники:
- Лазорак, Б. Історія Середніх віків. Методичні матеріали до самостійної роботи фахівців ОКР «Бакалавр» напряму підготовки 6.020302 «Історія». Заочної форми навчання (2014)[10],
- Лазорак, Б. Навчально-методичний посібник з курсу «Історія середніх віків» для студентів денної форми навчання: Історія середніх віків. Частина І (Раннє середньовіччя (V ст. — перша половина ХІ ст.) (2015)[11],
- Лазорак, Б. Навчально-методичний посібник з курсу «Основи історичного музеєзнавства» для студентів денної форми навчання: методичні матеріали до семінарських занять (2017)[12].

## Нагороди
- Львівська обласна премія імені Іларіона і Віри Свєнціцьких (2024) — за створення музейної експозиції «Сакральні скарби Франкового краю XVI – початку XX ст.» (2022)[13].